# Castro Marim
Castro Marim (antik: Aesuri) ist eine Kleinstadt (Vila) und ein Kreis (Concelho) in Portugal mit 3278 Einwohnern (Stand 19. April 2021).

## Geschichte
Funde belegen eine vorgeschichtliche Besiedlung des Ortes. Der als Aesuri bekannte Ort war Teil der römischen Provinz Lusitania und Endpunkt der Römerstraße von Pax Iulia (heute Beja). Die folgenden germanischen Stämme hinterließen wenig Spuren. Im Zuge der Eroberung der iberischen Halbinsel ab 711 errichteten die Mauren die hiesige Burg neu. Nach wechselnden Eroberungen im Verlauf der Reconquista eroberte Paio Peres Correia schließlich den Ort im Jahr 1242.
1277 ließ König Alfons III. die Burg neu errichteten und gab dem nach der Burg benannten Ort Castro Marim erste Stadtrechte (Foral). Von 1319 bis 1356 war hier der Sitz des Christusordens, der Nachfolgeorganisation der verbotenen Tempelritter. Nach dem Umzug des Christusordens 1356 erlebte der Ort einen Niedergang. Erst mit den ersten Eroberungen in Nordafrika zu Beginn der Portugiesischen Expansion (Ceuta 1415) erlangte der Ort neue Bedeutung. König Manuel I. erneuerte 1504 die Stadtrechte und richtete die Burg wieder her.
Im Verlauf des Restaurationskrieges um die Unabhängigkeit Portugals (1640–1668) brachte die strategische Lage des Ortes weiteren Bedeutungszuwachs, und eine weitere Festung wurde errichtet. Beim Erdbeben von Lissabon 1755 erlebte der Ort einige Zerstörungen, und er wuchs anschließend außerhalb der Stadtmauern weiter.

## Kultur und Sehenswürdigkeiten

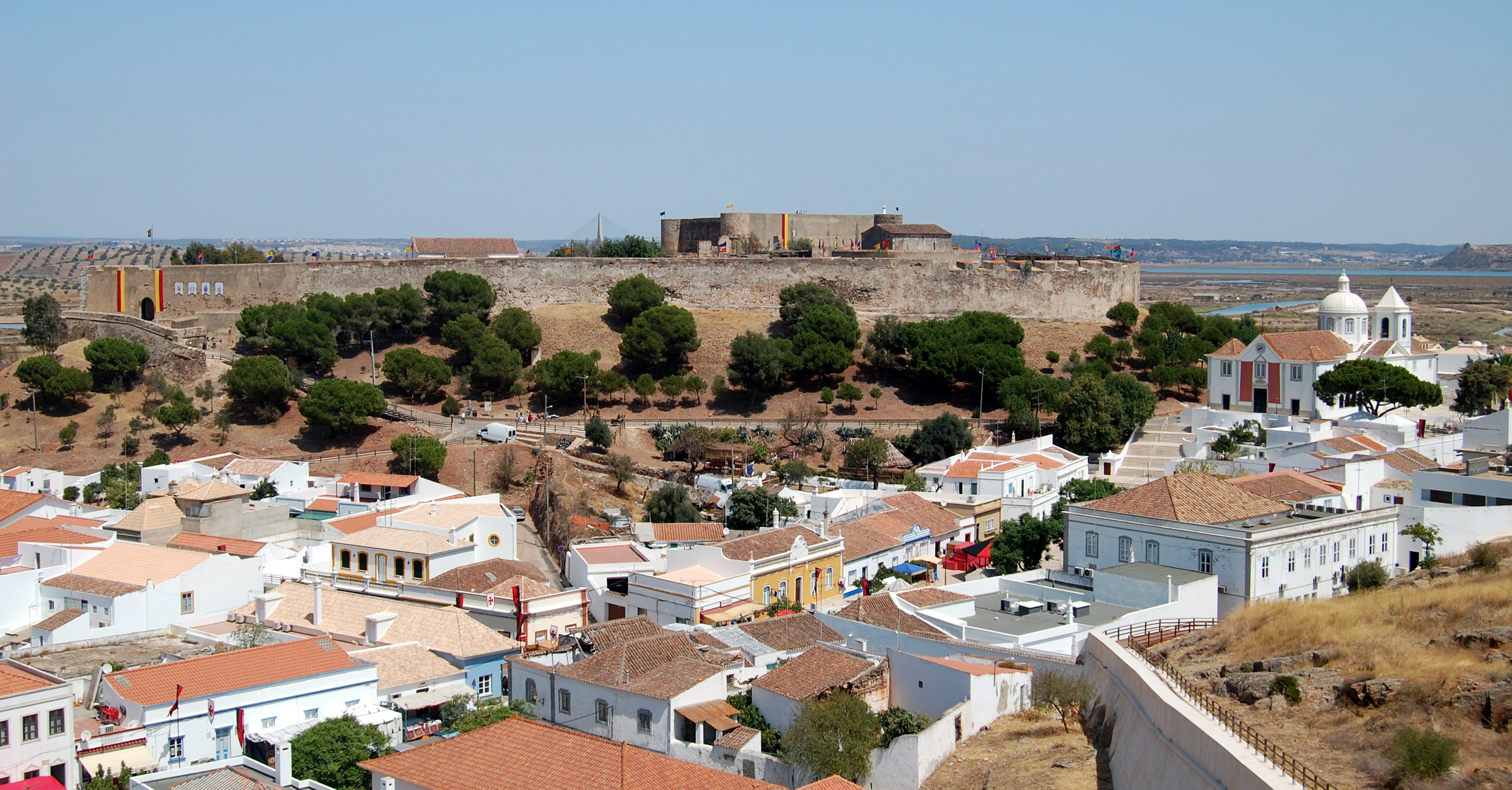
Blick auf Castro Marim und seine Burg
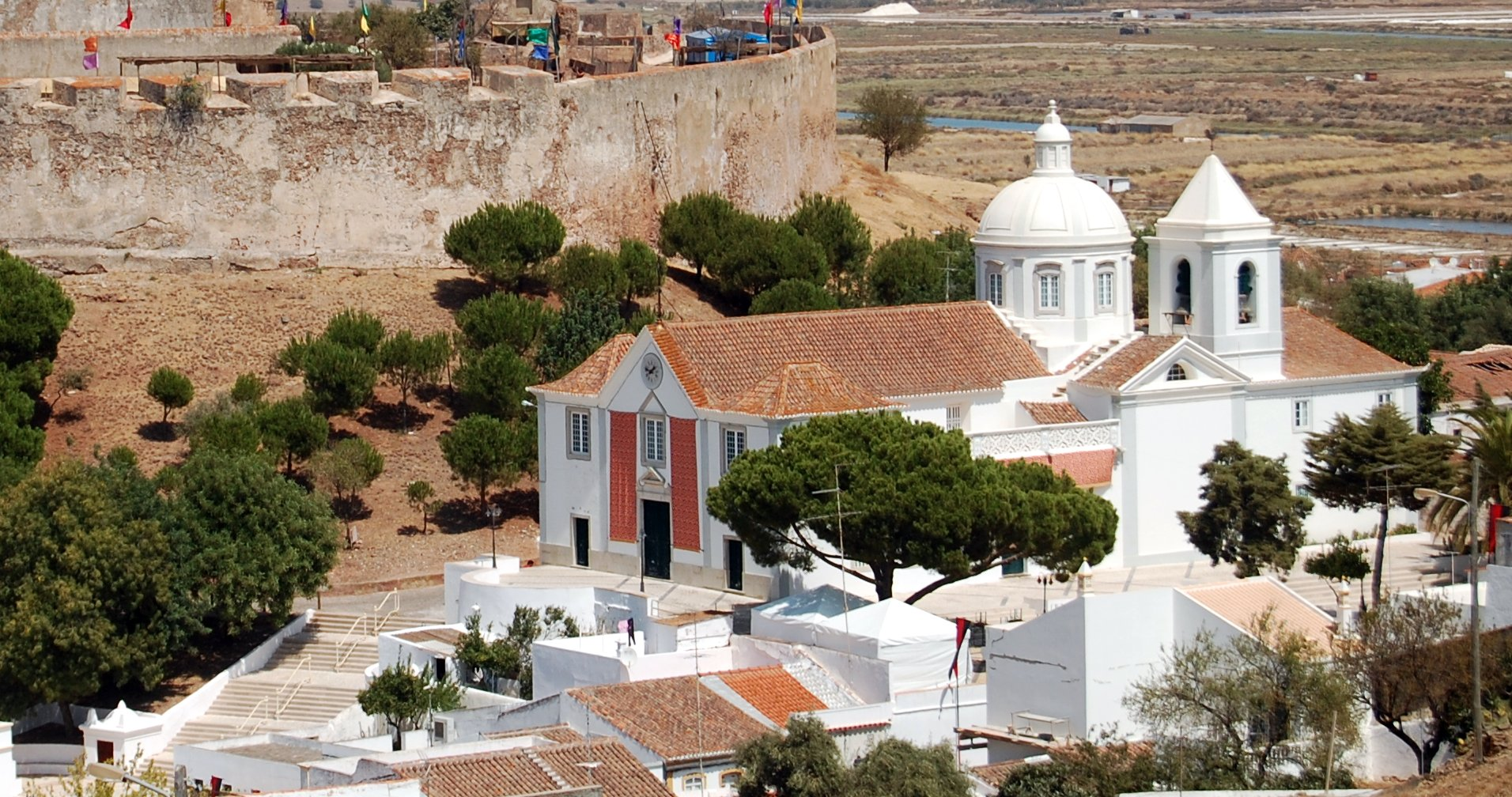
Die Hauptkirche (Igreja Matriz), dahinter die Burg
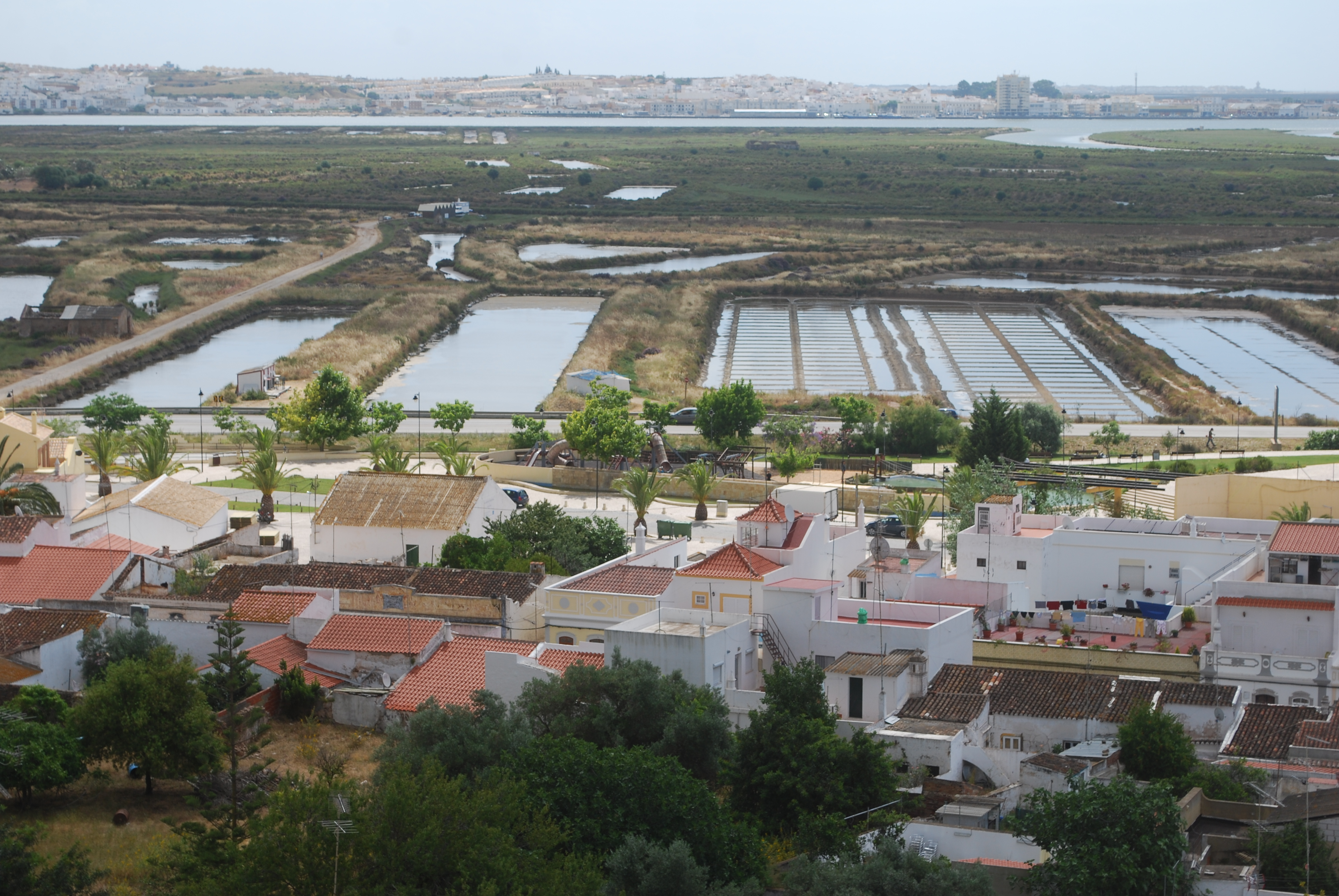
Die Salinen von Castro Marim
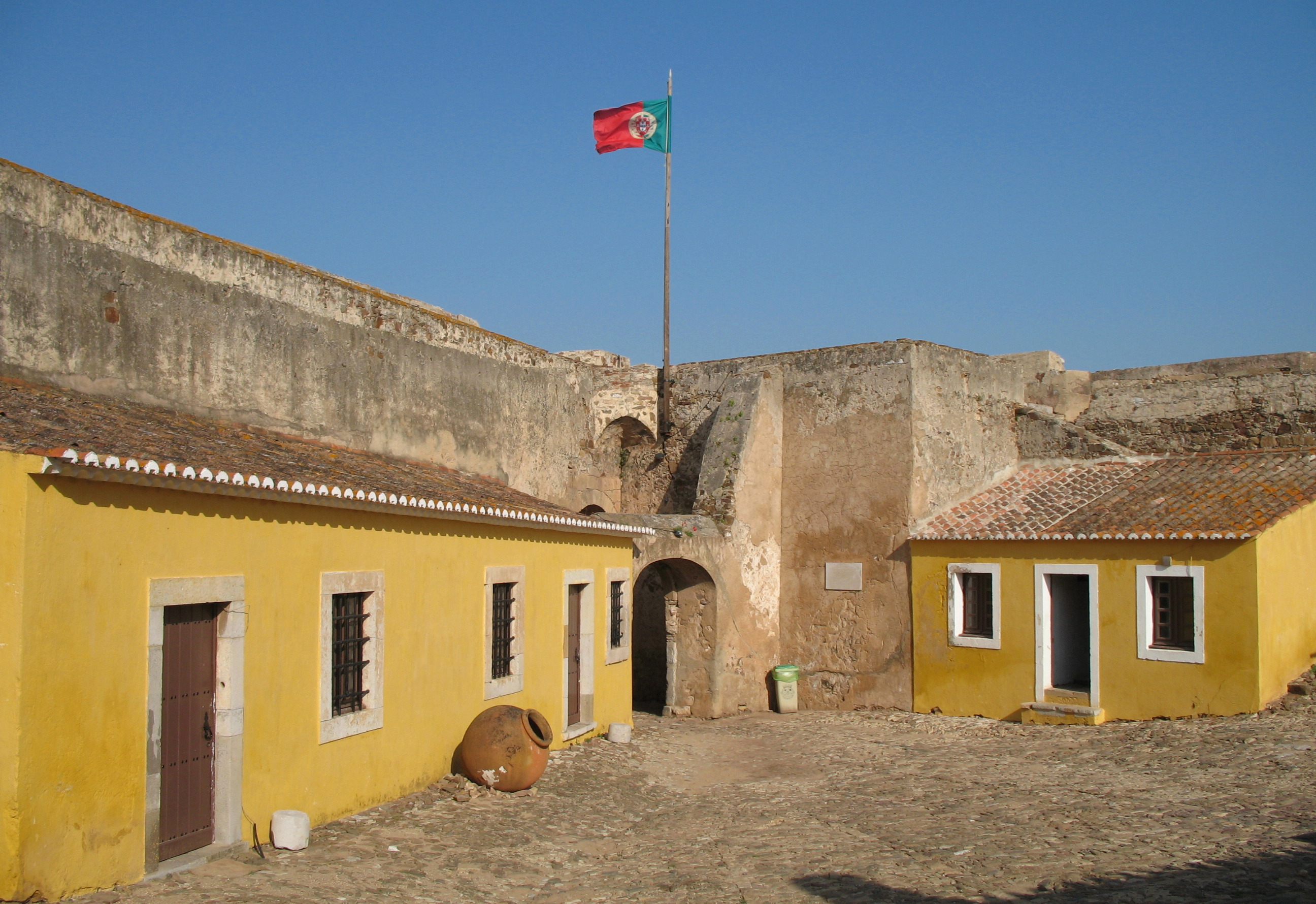
In der Burg, dem Castro
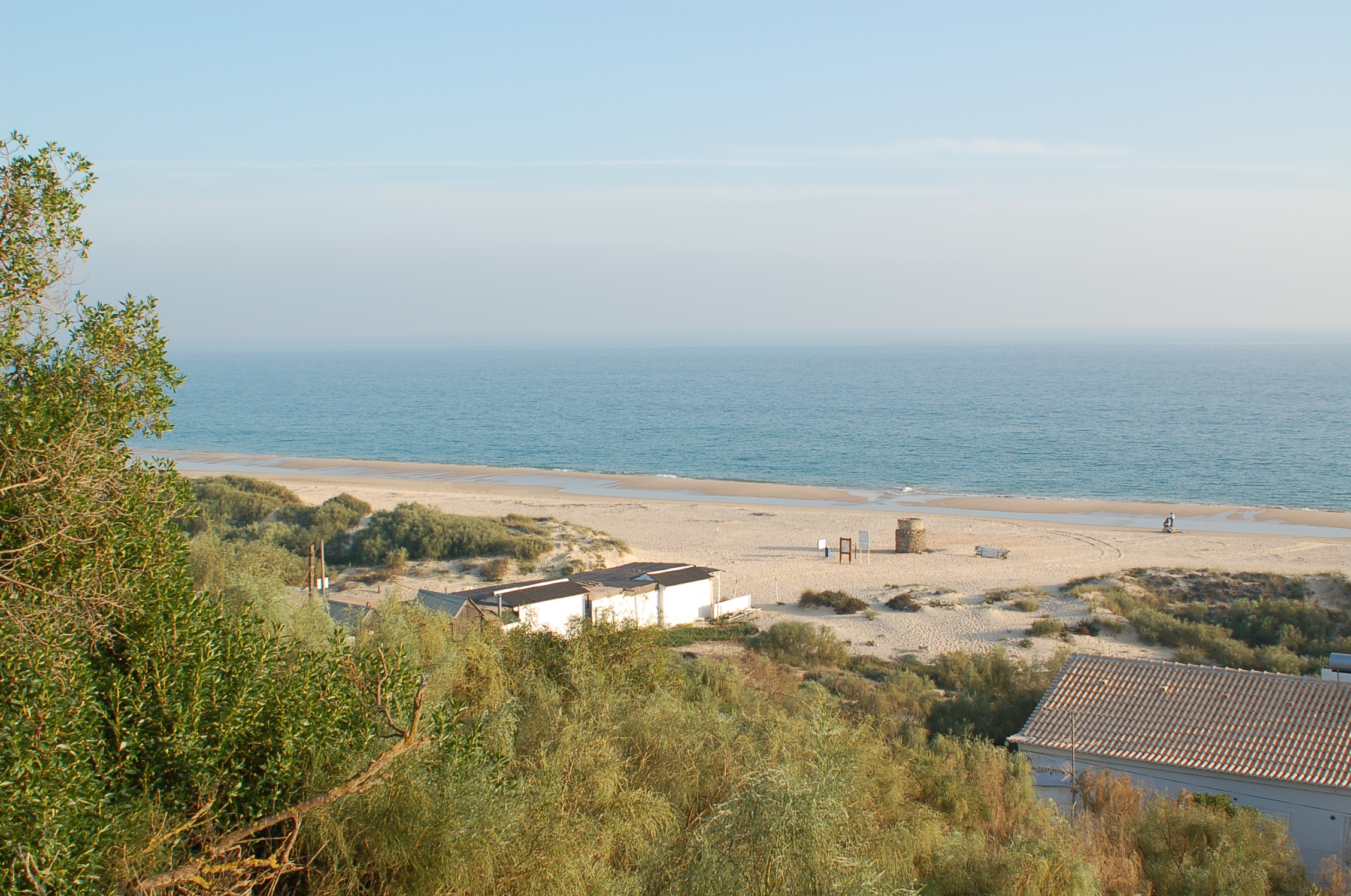
Blick auf den Strand Praia Verde in der Ortsgemeinde Castro Marim
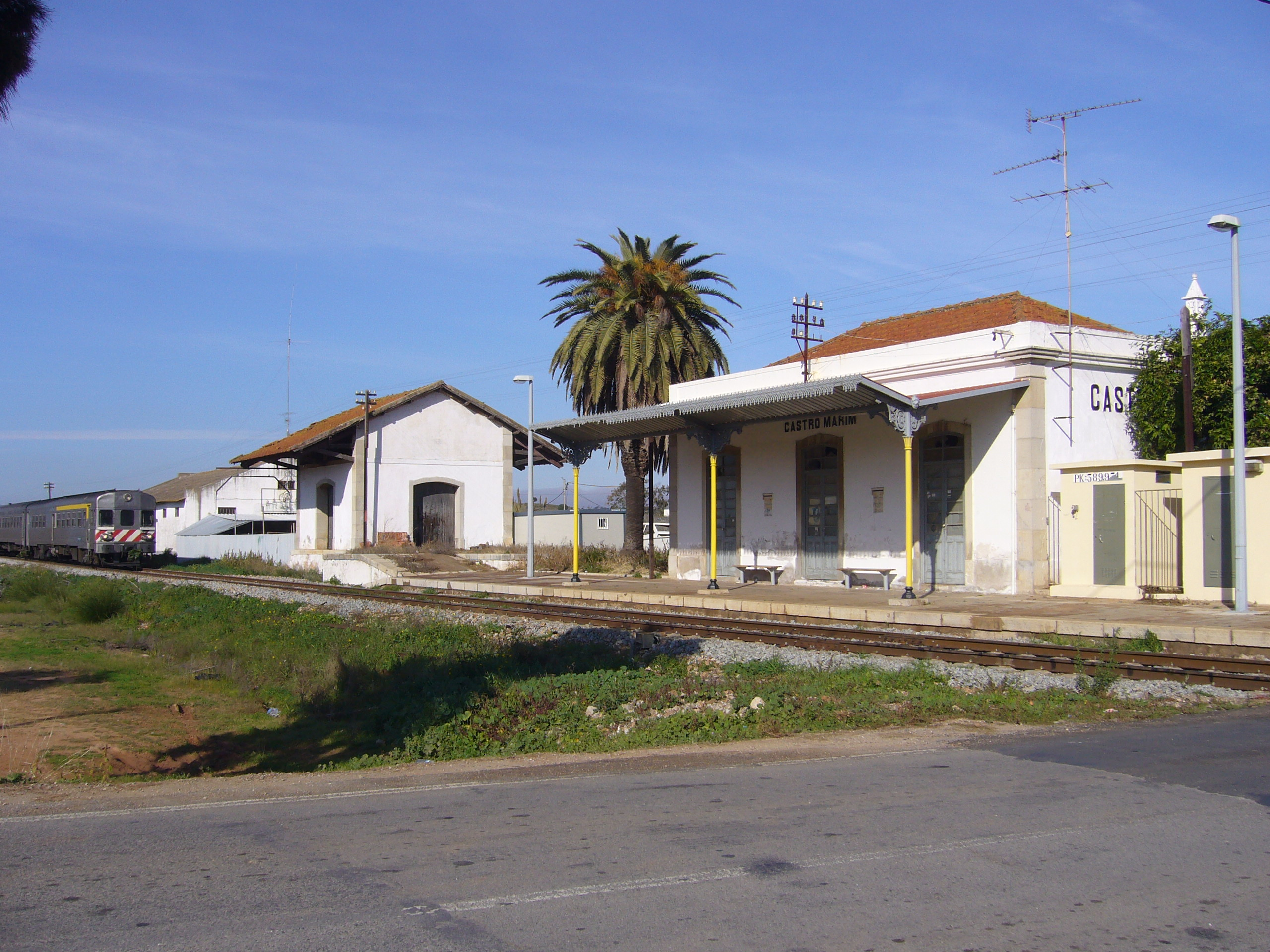
Der Bahnhof von Castro Marim

Die Sandstrände des Kreises, etwa die Praia Verde oder die ruhigere Praia da Alagoa, aber auch die Burg des Ortes zählen zu den Hauptanziehungspunkten für Besucher. Ein archäologisches Museum in der Burg widmet sich der Geschichte des Ortes. Von den Burgmauern geht der Blick in das weite Umland und das Naturschutzgebiet Sapal de Castro Marim, einem Feuchtgebiet mit vielfältiger Vogelpopulation.
Zu den Baudenkmalen des Kreises zählen Mühlen (port.: Moinhos), der Friedhof und der Bahnhof von Castro Marim, historische öffentliche Gebäude und archäologische Funde, dazu zahlreiche Sakralbauten, etwa die aus dem 16. Jahrhundert stammende, neumanuelinisch-barocke Hauptkirche (Igreja Matriz) von Castro Marim, die Igreja Paroquial de Nossa Senhora dos Mártires.
Die städtische Bibliothek Biblioteca Municipal und die Casa da Música mit ihrer Musikschule, verschiedenen Proberäumen, und dem Sitz der Banda Filarmónica de Castro Marim sind weitere kulturelle Standorte.
Geschützt sind auch die Flusslandschaft entlang des Guadiana, und die historischen Ortskerne von Castro Marim und Odeleite. Eine Vielzahl Wanderwege sind im Kreis angelegt, darunter viele thematisch ausgerichtet, etwa die Mandelbaumroute (PR8), die Ritterordensroute (PR5) oder die Ziegenpfadroute (PR7). Auch die Salinen von Castro Marim sind sehenswert.

### Die Burg
Die Castro Marim genannte mittelalterliche Burg liegt etwa vier Kilometer nördlich von Vila Real de Santo António, gegenüber der spanischen Stadt Ayamonte. Das Castro bedeckt einen Hügel an einem Seitenarm des Guadiana, in den die Ribeira da Rio Seco mündet. Ursprünglich reichte eine heute verlandete Meeresbucht bis an den Hügel der Stadt Castro Marim.
Ausgrabungen im Burghof ergaben in den 1980er Jahren die Stratigraphie einer Vielzahl von Mauern aus unterschiedlichen Jahrhunderten. Eine große Befestigungsmauer vom Beginn des 4. Jahrhunderts. v. Chr. war von einer Bevölkerung errichtet worden, die nach den Keramikfunden zu urteilen enge Kontakte zum ostmediterranen Raum hatte, wie Scherben attischer rotbemalter Keramik zeigen. Zahlreiche Lesefunde aus dem Stadtgebiet, die bis ans Ende der Bronzezeit zurückreichen, zeigen, dass der Hügel schon zuvor ein Siedlungsplatz war.
Nachdem die von den Arabern wiederaufgebaute Burg im Verlauf der Reconquista zerstört worden war, befahl König Alfons III. im Jahr 1277 ihre Neuerrichtung. 1321 zogen hier die aus Frankreich geflohenen Tempelritter ein und erweiterten die Festungsanlagen. Bis zum Umzug in ihren ausgebauten Hauptsitz in Tomar im Jahr 1356 war die Burg von Castro Marim der eigentliche Sitz der bereits zuvor gegründeten Templer-Nachfolgeorganisation Christusorden.
Alljährlich Ende August wird in der Burg ein Mittelaltermarkt mit Ritterspielen veranstaltet.
Ab dem Jahr 1641 wurde auf einem anderen Hügel am Ortsrand eine zweite Burg errichtet, das Forte de São Sebastião. Es entstand im Zusammenhang mit dem Restaurationskrieg (1640–1668), durch den Portugal seine Unabhängigkeit von Spanien wiederherstellte.

## Sport

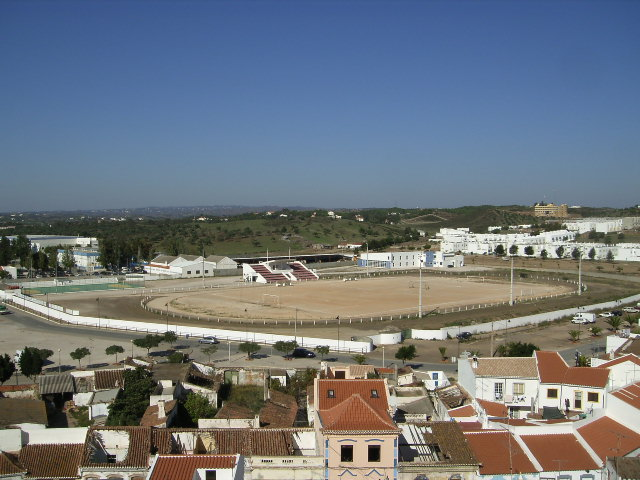
Das Stadion Estádio de Castro Marim

Der Anfang der 1950er Jahre als Fußballverein gegründete Grupo Desportivo, Recreativo e Cultural Leões do Sul Futebol Clube, kurz Leões do Sul FC (dt.: Löwen des Südens), ist der bedeutendste Sportverein des Kreises. Er betreibt verschiedene Sportarten, darunter Fußball und Futsal, Rollhockey und Rollschuhlaufen, Schwimmen, Mountainbikefahren, und Pilatestraining. Daneben bietet er Möglichkeiten für Freizeitaktivitäten wie Snooker und Tischfußball, teils in organisierter Form, und richtet auch Turniere darin aus. Zusätzlich versteht er sich auch als kultureller Verein. So betreibt er eine Theatergruppe und veranstaltet regelmäßige Volksfeste, etwa zum Gedenken an die Nelkenrevolution (25. April 1974). Im Vereinsheim ist dazu ein kleines Vereinsmuseum und Dokumentationszentrum des Leões do Sul FC eingerichtet.
Ihre Heimspiele bestreiten die seit Gründung unterklassig spielende Fußballmannschaft des Leões do Sul FC im städtischen Stadion Estádio de Castro Marim, ebenso der Fußballklub União Desportiva Castromarinense, der ebenfalls nur an unterklassigen Wettbewerben des Fußballs in Portugal teilnimmt.

## Kreis Castro Marim
Castro Marim ist Sitz eines gleichnamigen Kreises, der im Osten an Spanien grenzt. Die Nachbarkreise sind (im Uhrzeigersinn im Norden beginnend): Alcoutim, Vila Real de Santo António, Tavira; im Süden grenzt der Kreis an den Atlantischen Ozean.
Die folgenden Gemeinden (Freguesias) liegen im Kreis Castro Marim:

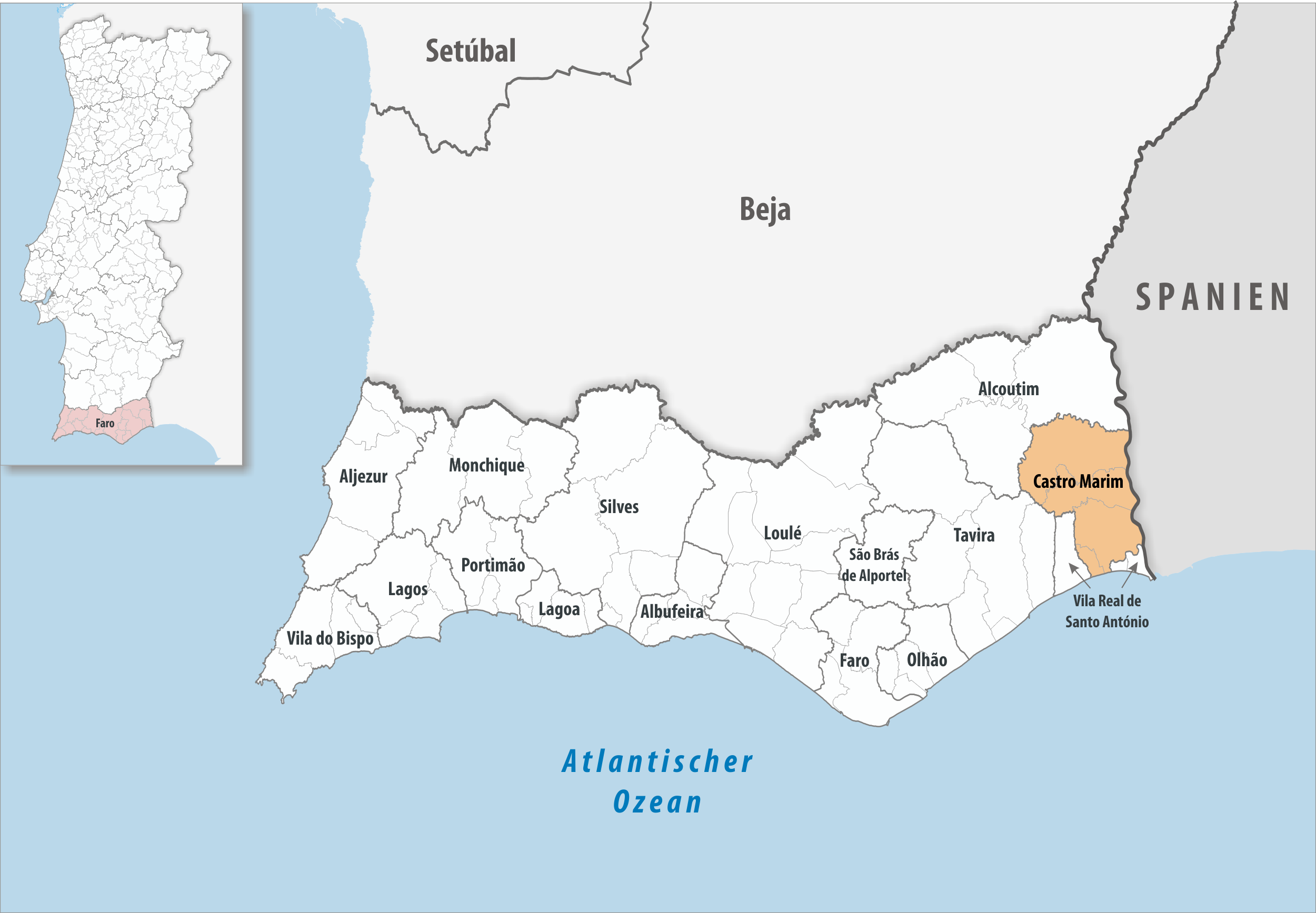
Kreis Castro Marim

| Gemeinde           | Einwohner (2021) | Fläche km² | Dichte Einw./km² | LAU- Code |
| ------------------ | ---------------- | ---------- | ---------------- | --------- |
| Altura             | 2.106            | 11,10      | 190              | 080404    |
| Azinhal            | 479              | 68,16      | 7                | 080401    |
| Castro Marim       | 3.278            | 79,35      | 41               | 080402    |
| Odeleite           | 576              | 142,24     | 4                | 080403    |
| Kreis Castro Marim | 6.439            | 300,85     | 21               | 0804      |

### Bevölkerungsentwicklung
| Einwohnerzahl im Kreis Castro Marim (1801–2011) | Einwohnerzahl im Kreis Castro Marim (1801–2011) | Einwohnerzahl im Kreis Castro Marim (1801–2011) | Einwohnerzahl im Kreis Castro Marim (1801–2011) | Einwohnerzahl im Kreis Castro Marim (1801–2011) | Einwohnerzahl im Kreis Castro Marim (1801–2011) | Einwohnerzahl im Kreis Castro Marim (1801–2011) | Einwohnerzahl im Kreis Castro Marim (1801–2011) | Einwohnerzahl im Kreis Castro Marim (1801–2011) | Einwohnerzahl im Kreis Castro Marim (1801–2011) |
| ----------------------------------------------- | ----------------------------------------------- | ----------------------------------------------- | ----------------------------------------------- | ----------------------------------------------- | ----------------------------------------------- | ----------------------------------------------- | ----------------------------------------------- | ----------------------------------------------- | ----------------------------------------------- |
| 1801                                            | 1849                                            | 1900                                            | 1930                                            | 1960                                            | 1981                                            | 1991                                            | 2001                                            | 2011                                            |                                                 |
| 5 020                                           | 4 874                                           | 8 308                                           | 9 402                                           | 9 992                                           | 7 297                                           | 6 803                                           | 6 593                                           | 6 747                                           |                                                 |

### Kommunaler Feiertag
- 24. Juni

## Verkehr
Der Ort ist über die Bahnstrecke Linha do Algarve mit Lagos, Faro und Vila Real de Santo António, und über die Autobahnbrücke Ponte Internacional do Guadiana mit Ayamonte (Spanien) verbunden. Mit der Ausfahrt Nr. 18 (Castro Marim/Vila Real de Santo António) ist er an die Autobahn A22 und das Fernstraßennetz des Landes angeschlossen.
Castro Marim ist in das landesweite Busnetz der Rede Nacional de Expressos eingebunden.

## Söhne und Töchter der Stadt
- Domingos Correia Arouca (1790–1861), Militär, Politiker, Freimaurer und Kolonialverwalter, 1836–1837 Gouverneur Kap Verdes
- Lino Miguel (1936–2022), Militär und Politiker